# I. e. 509
Évszázadok: i. e. 7. század – i. e. 6. század – i. e. 5. század
Évtizedek: i. e. 550-es évek – i. e. 540-es évek – i. e. 530-as évek – i. e. 520-as évek – i. e. 510-es évek – i. e. 500-as évek – i. e. 490-es évek – i. e. 480-as évek – i. e. 470-es évek – i. e. 460-as évek – i. e. 450-es évek
Évek: i. e. 514 – i. e. 513 – i. e. 512 – i. e. 511 –  i. e. 510 – i. e. 509 – i. e. 508 – i. e. 507 – i. e. 506 – i. e. 505 – i. e. 504

## Események
- Az utolsó etruszk származású király, Tarquinius Superbus elűzése Rómából. (A királyságot a köztársasági államforma váltja fel.)[1]
- Római consulok: Lucius Iunius Brutus és Lucius Tarquinius Collatinus.
- Az első római–karthágói szerződés. (A fiatal Római Köztársaság elismeri Karthágó kereskedelmi monopóliumát a Földközi-tengeren, cserébe Karthágó szavatolja Róma és szövetségesei sérthetetlenségét.)[1]
- A ludi Romani bevezetése (esetleg i. e. 507-től)
- A lex valeria de provocatione törvényének bevezetése (ius provocationis)